# Liste der anglikanischen Bischöfe von Lancaster
Die Liste der Bischöfe von Lancaster stellt die bischöflichen Titelträger innerhalb der Diocese of Blackburn der Province of York der Church of England dar. Der Titel wurde nach der Hafenstadt Lancaster, Lancashire benannt.
| Liste der Bischöfe von Lancaster | Liste der Bischöfe von Lancaster | Liste der Bischöfe von Lancaster | Liste der Bischöfe von Lancaster |
| -------------------------------- | -------------------------------- | -------------------------------- | -------------------------------- |
| Von                              | Bis                              | Name                             | Anmerkungen                      |
| 1936                             | 1954                             | Benjamin Pollard                 | danach Bischof von Sodor und Man |
| 1955                             | 1975                             | Anthony Hoskyns-Abrahall         |                                  |
| 1975                             | 1985                             | Dennis Page                      |                                  |
| 1985                             | 1989                             | Ian Harland                      | danach Bischof von Carlisle      |
| 1990                             | 1997                             | Jack Nicholls                    | danach Bischof von Sheffield     |
| 1998                             | 2006                             | Stephen Pedley                   |                                  |
| 2006                             | 2017                             | Geoff Pearson                    |                                  |
| 2018                             | Gegenwart                        | Jill Duff                        |                                  |